# Val d'Entremont
Le val d'Entremont est une vallée de Suisse dans le district d'Entremont en Valais. Il permet notamment de rejoindre l'Italie depuis Martigny via le col du Grand-Saint-Bernard ou le tunnel du Grand-Saint-Bernard en empruntant la route principale 21.

## Géographie
Le val d'Entremont commence après le village de Bovernier, passe par la commune de Sembrancher et se termine au col du Grand-Saint-Bernard, sur une longueur totale d'environ 30 kilomètres.
Arrosé par la Dranse d'Entremont, le val d'Entremont rejoint le val de Bagnes à la hauteur de Sembrancher. Avec la Dranse de Bagnes, la Dranse d'Entremont forme la Dranse qui s'écoule jusqu'à Martigny avant de rejoindre le Rhône.
De Sembrancher en aval, le val d'Entremont s'oriente vers le sud. À la hauteur d'Orsières (901 m), il se divise en deux branches ; celle située à l'ouest forme le Val Ferret. Le val d'Entremont poursuit son ascension en direction de Liddes et Bourg-Saint-Pierre. Il est bordé à l'est par le massif du Grand Combin. Après Bourg-Saint-Pierre, le fond de la vallée abrite le lac des Toules qui est une retenue artificielle. Après le lac vient le début de la route du col du Grand-Saint-Bernard et le portail nord du tunnel routier du même nom qui débouche dans la vallée du Grand-Saint-Bernard en Vallée d'Aoste.
On trouve trois bisses encore en eau dans le val d'Entremont : le bisse de la Tour long de 3,3 kilomètres et le bisse de la Dreudze long de 1,6 km sont sur la commune de Liddes, ; le bisse de Champex est long de 1,5 kilomètre et alimente le lac de Champex.
Une partie du district franc fédéral « Val Ferret / Combe de l'A » se trouve dans le Val d'Entremont ; la chasse et le camping y sont interdits.
Les principaux sommets qui bordent le val d'Entremont sont :
- le Grand Combin (4 314 m) ;
- le mont Vélan (3 727 m) ;
- le Petit Combin (3 668 m) ;
- la pointe de Boveire (3 212 m).
- le mont Rogneux (3 083 m) ;
- la pointe de Drône (2 950 m).

## Villages et sites
- Sembrancher (carrefour du val de Bagnes et du val d'Entremont, 714 m)
- Orsières (901 m)
- Liddes (1 346 m)
- Bourg-Saint-Pierre (1 632 m)
- Lac des Toules (1 810 m)
- Portail nord du tunnel du Grand-Saint-Bernard à Bourg-Saint-Bernard (1 916 m)
- Col du Grand-Saint-Bernard (2 469 m)

## Randonnée et escalade
Dans le val d'Entremont on trouve deux cabanes du Club alpin suisse : la cabane du Vélan et la cabane de Valsorey.
De plus, le val compte plusieurs sites d'escalade. On trouve des voies d'escalade avec des roches calcaires à la Tour de Bavon (combe de l'A), avec du gneiss proche de la cabane du Vélan, de la cabane de Valsorey et du lac des Toules et avec un rocher quartzitique au lieu-dit de la Montagna Baus.

## Domaines skiables
Le val d'Entremont abritait deux domaines skiables : Super Saint-Bernard sur la commune de Bourg-Saint-Pierre et Vichères-Liddes sur la commune de Liddes. Le domaine du Super Saint-Bernard a fermé en 2010. Le domaine de Vichères-Liddes compte quatre remontées mécaniques.